# 11107 Hakkoda
11107 Hakkoda (1995 UU4) là một tiểu hành tinh vành đai chính được phát hiện ngày 25 tháng 10 năm 1995 bởi T. Kobayashi ở Oizumi.